# Pablo Galdames
Pablo Galdames (Santiago, 26 de junho de 1974) é um ex-futebolista chileno que atuava como meia.

## Carreira
Pablo Galdames jogou no time Universidad de Chile e integrou a Seleção Chilena de Futebol na Copa América de 2001. No total jogou 22 jogos e fez 2 gols pela Seleção chilena entre 1995 e 2001. 